# Brooklyn Baby
«Brooklyn Baby» (с англ. — «Бруклинская малышка») — песня американской певицы и автора песен Ланы Дель Рей. Авторами трека являются сама певица и бывший парень Дель Рей, Барри Джеймс О'Нилл. Песня была выпущена в качестве второго промосингла в поддержку третьего студийного альбома Дель Рей Ultraviolence. Продюсировал трек Дэн Ауэрбах. Песня была записана в 2014 году на студии звукозаписи Easy Eye Sound в Нашвилле.

## Композиция
Мириам Коулман из издания Rolling Stone назвала вокал Дель Рей «хриплым», описав мелодию песни как „напоминающую хиты гёрл-группы 1960-х годов“. В песне певица высмеивает субкультуру хипстеров, ссылаясь на связанные с ними вещи: Бруклин и Поколение Y. По словам Дель Рей, песня была написана для записи её с американским рок-исполнителем Лу Ридом. 27 октября 2013 года, в день их несостоявшейся встречи в Нью-Йорке, музыкант умер: «Я взяла ночной рейс из Лос-Анджелеса в Нью-Йорк. Прилетела в семь часов утра. Через две минуты он умер». В песне есть строчка: «И мой парень со мною в группе/Он играет на гитаре, когда я пою песни Лу Рида».

## Реакция критиков
Песня получила положительные отзывы от музыкальных критиков. Мириам Коулман из издания Rolling Stone описала композицию как „мечтательная песня... с хриплым вокалом и мелодией, прежде чем перейти в типично-вялое, задумчивое звучание Дель Рей“. Дункан Купер из The Fader заявил, что песня «Brooklyn Baby» является „выдающимся треком“ на альбоме Ultraviolence, указывая на „нетипично-самоуверенную гемму“ строчкой: «Да, мой парень очень крут / Но он не так крут, как я». Шаран Шетти из журнала Slate похвалила мелодию песни, однако ей не понравилось отсутствие „больших и жевательных вокальных крючков“. Журнал Rolling Stone разместил песню на двадцать второй позиции в списке «50-ти лучших песен 2014 года».
| Издание       | Страна | Список                      | Место | П.    |
| ------------- | ------ | --------------------------- | ----- | ----- |
| Rolling Stone | США    | «50 лучших песен 2014 года» | 22    | [ 9 ] |

## Список композиций
| №  | Название        | Автор(ы)               | Продюсер(ы) | Длительность |
| -- | --------------- | ---------------------- | ----------- | ------------ |
| 1. | «Brooklyn Baby» | Дель Рей, Барри О'Нилл | Ауэрбах     | 5:51         |

## Участники записи
Данные взяты из буклета альбома Ultraviolence.
| Вокал - Лана Дель Рей — вокал - Сет Кауфман — бэк-вокал Инструменты - Дэн Ауэрбах — электрогитара - Сет Кауфман — перкуссия, электрогитара - Леон Майклс — меллотрон, бубен, перкуссия, тенор-саксофон - Ник Мовшон — контрабас, барабаны | - Расс Пэтхл — педальная слайд-гитара, акустическая гитара - Кенни Ваугхан — акустическая гитара - Максимилиан Вейзенфелдт — барабаны Дополнительный персонал - Дэн Ауэрбах — производство - Джон Дэвис — мастеринг - Коллин Дюпюи — проектирование - Роберт Ортон — сводка | Запись - Трек издан на Copyright Control / Sony/ATV Music Publishing - Сводка песни произведена на студии Hot Rocks Studio, Санта-Моника, Калифорния, США - Трек записан на студии Easy Eye Sound, Нашвилл, штат Теннеси, США - Мастеринг произведён Джоном Дэвисом на студии Mastering Studio, Лондон, Великобритания |

## Чарты
| Чарт(2014)                         | Высшая позиция |
| ---------------------------------- | -------------- |
| Австралия (ARIA)                   | 35             |
| Австрия (Ö3 Austria Top 40)        | 64             |
| Бельгия/Валлония (Ultratop 50)     | 32             |
| Финляндия (Latauslista Download)   | 6              |
| Франция (SNEP)                     | 33             |
| FIMI                               | 50             |
| Нидерланды (Single Top 100)        | 87             |
| Новая Зеландия (Recorded Music NZ) | 19             |
| Lenta.ru                           | 10             |
| Испания (PROMUSICAE)               | 36             |
| Швейцария (Schweizer Hitparade)    | 16             |
| Великобритания (OCC UK Singles)    | 86             |
| US Bubbling Under Hot 100 Singles  | 1              |

## История релиза
| Регион | Дата        | Формат               | Лейбл               | П.     |
| ------ | ----------- | -------------------- | ------------------- | ------ |
| Земля  | 8 июня 2014 | Цифровая дистрибуция | Interscope, Polydor | [ 10 ] |